# Tossafistes

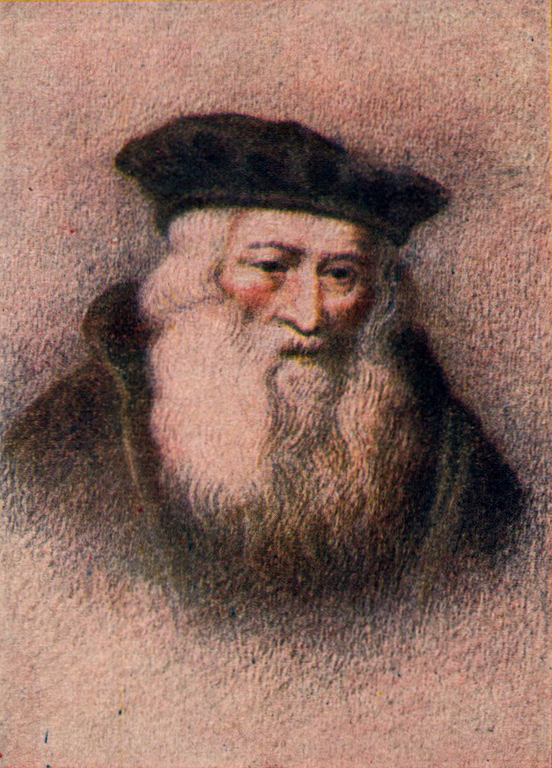
Yaakov ben Asher.

Les tossafistes (en hébreu בעלי התוספות, baaléi tossafot, auteurs des Tossafot) sont des rabbins médiévaux du XIe au XIVe siècle. Localisés pour la plupart dans le centre historique du judaïsme ashkénaze, en France et en Allemagne, ils sont majoritairement anonymes. La plupart sont connus seulement pour des citations de leurs commentaires.
Ils ont réalisé des tossafot, gloses et commentaires de plus de 30 traités du Talmud qui doublent le commentaire de Rachi (1040c-1105) (Rabbi Chlomo ben Itzhak HaTzarfati, ou encore Salomon de Troyes). Certains tossafot, qui sont imprimés dans les éditions courantes du Talmud, sont appelés tossefot chelanou. Dans les éditions classiques du Talmud, ils sont imprimés en miroir du commentaire de Rachi.
En 1211, des tossafistes anglais et français, les "trois cents rabbins", partent en Terre Sainte, par l'Égypte. et s'établissent à Jérusalem, dans le royaume de Jérusalem (1099-1291) des croisés, pour qu'existe là une présence juive afin de préparer la venue du Messie. La plupart retournent par la suite en Europe.

## Liste incomplète
Les premiers tossafistes sont les disciples immédiats de Rachi, parmi lesquels ses gendres et son petit-fils ainé, Samuel ben Meïr. Les suivants sont leurs disciples et descendants :
- Eliahou ben Menahem haZaqen du Mans (980c-1060c)[réf. nécessaire]
- Isaac ben Asher ha-Levi (en) de Speyer
- Jacob ben Samson, (début du XIIe siècle) (ou 1194c-1256)[1], né à Lunel, disciple de Rachi.
- Rashbam (Rabbenou Shmouel/Samuel ben Meïr; 1080-1171) (ou 1085c-1158c), petit-fils aîné de Rachi : il lui sert de secrétaire, et compose le commentaire sur le traité Bava Batra du Talmud de Babylone. Son commentaire de la Bible et du Talmud est tout aussi réputé que ses tossafots, sans cependant égaler la popularité des commentaires de son grand-père.
- Rabbenou Tam (Yaacov ben Meïr, surnommé Tam -simple, parfait- comme Jacob dans la Bible). Né vers 1100, décédé en 1171, selon la tradition, lorsque son grand-père Rachi meurt, Rabbenou Tam, âgé de quatre ans, aurait dit à sa mère : « Ne t'inquiète pas de la lumière tombée, je la reprendrai ! ». Ce tossafiste français est l'un des plus importants de son temps, et on lui doit la matière principale des tossafots du Talmud de Babylone, ainsi qu'une somme de "responsa", réunies dans le Sefer ha-Yashar (le livre du Juste).
- Abraham le Prosélyte (XIIe siècle), originaire de Hongrie, converti au judaïsme, ayant étudié auprès de Rabbenou Tam.
- Bekhor Schor (Joseph ben Isaac), exégète du Talmud, disciple de Rabbenou Tam, poète et tossafiste, vit dans le Nord de la France notamment à Orléans.
- Isaac ben Samuel de Dampierre, Isaac l'Ancien, dit le Ri(ha-Zaqen) (décédé en 1185), fils de Simha ben Samuel de Vitry (-1105c), tossafiste, neveu et disciple de Rabbenou Tam. Cette grande figure en Halakha du judaïsme du Nord de la France et de l'Allemagne enseigne dans la yechiva de Dampierre.
- Meir ben Samuel (en) (1060c-1135c), dit RaM
- Abraham ben Joseph d'Orléans (en) (?-1140c)
- Eliézer de Beaugency (XIIe)
- Rivam (en) (1090-1130)
- Solomon Petit (en), ensuite émigré à Saint-Jean-d'Acre
- Isaac ben Abraham de Dampierre (en) (1120c-1205), Isaac le Jeune, tossafiste français, fils du Ri : il subit le martyre dans des circonstances mal connues. Successeur du Ri et frère de Samson ben Abraham de Sens, il dirige la yeshiva de Dampierre jusqu'au début du XIIIe siècle. Il entretient une correspondance avec Meir ben Todros Abulafia de Tolède et son enterrement est décrit par Rabbi Perez de Corbeil.
- Joseph ben Isaac Bekhor Shor (en) (1110c-1190c)
- Elhanan ben Isaac de Dampierre (1120/1130-1184)
- Eliezer ben Samuel (en) de Metz (?-1198)
- Joel ben Isaac ha-Levi (en) (1115c-1200c), dit Rav Yoel of Bonn
- Baruch ben Isaac (en) (1140c-1212) de Worms (ou de France du Nord, Tsarfat)
- Eliezer ben Joel HaLevi (en) (1140c-1225c) de Bonn
- Samson ben Abraham de Sens (en) (1150c-1230c), le Rash, puis à partir de 1211 Le Jérusalémite
- Judah ben Isaac Messer Leon (en) (1166-1224)
- Abraham ben Nathan de Lunel (en) (1160c-1240c)
- Samuel ben Solomon de Falaise (en) (1160c-1250c)
- Eléazar de Worms (1176-1238)
- Moïse de Coucy (1200-1274)
- Isaac de Corbeil (?-1280)
- Meïr de Rothenburg (1215-1293)
- Peretz ben Elijah (en) de Corbeil (?-1295)
- Moses ben Meir de Ferrare (en) (XIIIe)
- Israel de Bamberg (en) (XIIIe)
- Moïse d'Évreux (XIIIe)
- Samuel d'Évreux (XIIIe)
- Tobias de Bourgogne (XIIIe)
- Isaac ben Judah HaLevi (en) de Sens (XIIIe)
- Eliezer de Toul (en) (XIIIe)
- Eliezer de Touques (XIIIe)
- Peretz ben Elijah (en) de Tours (XIIIe)
- Avigdor Cohen de Vienne (en) (XIIIe)
- Eliezer de Touques (XIIIe)
- Simha ben Samuel de Spire (en) de Speyer (XIIIe)
- Moses Taku (en) (1250c-1290c)
- Samson de Chinon (en) (1260c-1330c)
- Yaakov ben Asher (environ 1270-1340). Autorité décisionnaire, fils et disciple du Rav Asher ben Yehiel (le Rosh). Il est l'auteur du code de loi Arbaa Tourim (les Quatre Colonnes).
- Moïse ben Jacob de Coucy (XIIIe siècle). Tossafiste et prédicateur, il ramène, par milliers, les Juifs d'Espagne au repentir et prend part à la disputation de Paris sur le Talmud contre Nicolas Donin, en 1240. Il écrit son œuvre maîtresse, le Sefer Mitsvot Gadol (SEMAG), en réaction à la crémation du Talmud, afin d'en préserver l'enseignement légal. Ce code de la loi orale fut l'un des plus prisés devant la Mishné Torah de Maïmonide
- Yehiel ben Joseph de Paris (décédé en 1265). Talmudiste et tossafiste français, il est l'un des principaux protagonistes de la disputation de Paris en 1240, dans la Grande Académie (talmudique) de Paris (en). Il s'exile à Saint-Jean-d'Acre où il fonde une yechiva.
- Samson de Chinon (en) (1260c-1330c)
- Ishtori haFarhi (Isaac ben Moïse), né en 1280 dans le Midi, quitte la France à la suite de l'édit d'Expulsion (1306) et meurt vers 1355. Il voyage en Terre d'Israël. Élève de Jacob ben Makhir ibn Tibbon, il est géographe et médecin. Il écrit dans son Sefer Kaftor wa-Ferah ("Livre du bouton et de la fleur") au sujet de la destruction des édifices juifs de son époque en France et en Provence « Je rappellerai aussi la date de la ruine du Petit Temple, la ruine des Collèges et synagogues de France et de la marche provençale survenue en mon temps. »[2],[3]